# Kopienica

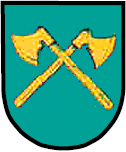
Nieoficjalny herb wsi Kopienica

Kopienica (niem. Koppinitz, do 31.12.2012 Kopienice) – wieś sołecka w Polsce położona w województwie śląskim, w powiecie tarnogórskim, w gminie Zbrosławice.
W latach 1975–1998 miejscowość należała administracyjnie do województwa katowickiego.
Integralnymi częściami Kopienicy są Kopacz, Krasowe i Osiedle.

## Nazwa
W księdze łacińskiej Liber fundationis episcopatus Vratislaviensis (pol. Księga uposażeń biskupstwa wrocławskiego) spisanej za czasów biskupa Henryka z Wierzbna w latach 1295–1305 miejscowość wymieniona jest w staropolskiej formie Copinicza.
W alfabetycznym spisie miejscowości na terenie Śląska wydanym w 1830 roku we Wrocławiu przez Johanna Knie wieś występuje pod polską nazwą Kopienice oraz nazwą zgermanizowaną Kopienitz, która została później zmieniona na Koppinitz. Wykaz notuje również przysiółki oraz folwarki znajdujące się we wsi: Kopacz, Krassowe i Gamol.
Ze względu na polskie pochodzenie w okresie hitlerowskiego reżimu w latach 1936-1945 nazistowska administracja III Rzeszy zmieniła nazwę miejscowości na nową, całkowicie niemiecką Adelenhof.

## Historia
W 1837 Gottlob von Wrochem kupił osadę z okolicznymi dobrami od Maurycego von Buchwitz dla swego syna, Emila. Emil von Wrochem wybudował tu w 1844 dwór, w którym zamieszkał z rodziną. W 1887 sprzedał ten majątek i wyprowadził się do Wrocławia. 
Obecnie w budynku mieści się szkoła podstawowa. Wokół dawnego pałacu znajduje się kilkuhektarowy park z różnymi okazami drzew egzotycznych, wśród których są m.in. sosny wejmutki.

## Opieka zdrowotna
- W Kopienicy znajduje się ośrodek zdrowia przy ul. Strażackiej.